# 2A-пептиди

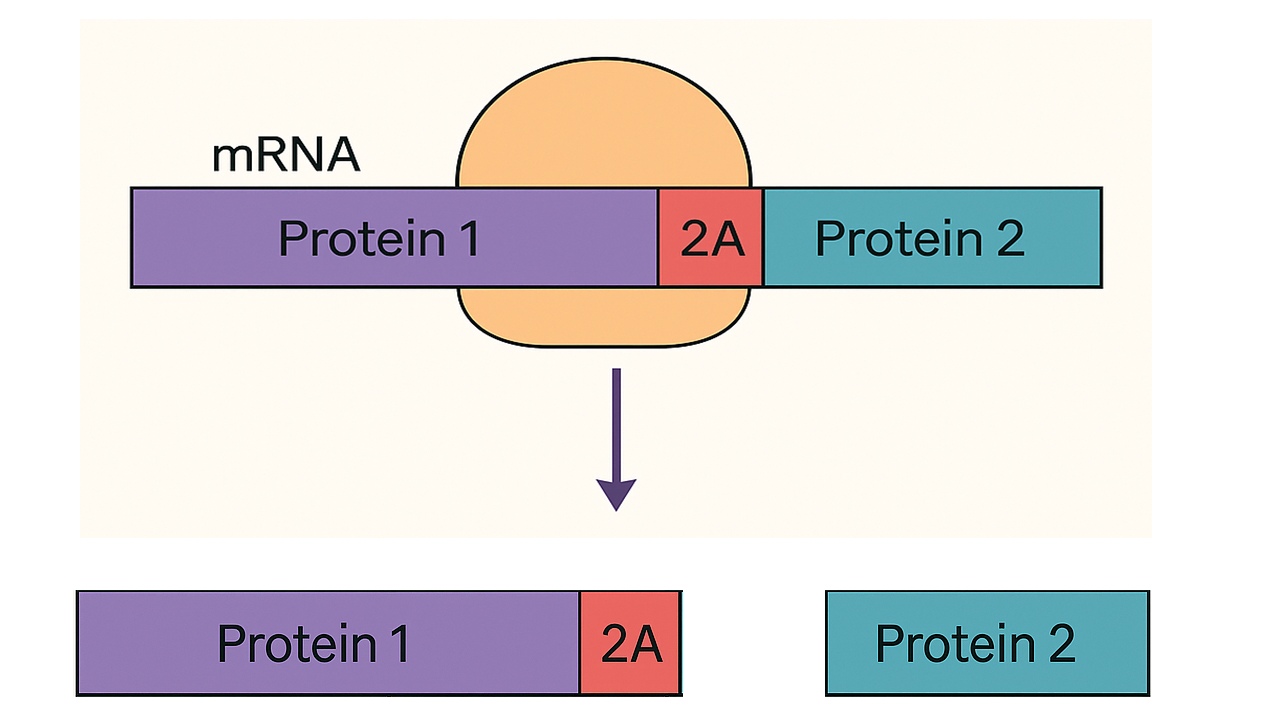
Ілюстрація функції пептиду 2A: коли CDS пептиду 2A вставляється між двома кодуючими послідовностями, утворений ланцюг буде котрансляційно розділений через стрибок рибосоми. Пептид 2A залишається приєднаним до першого пептиду.

2A-пепти́ди (англ. 2A self-cleaving peptides, 2A peptides) — група пептидів довжиною від 18 до 22 амінокислотних залишків (а. з.), які здатні до котрансляційне розділення поліпептидного ланцюга, завдяки чому використовуються в генетичній інженерії для отримання рекомбінантних білків в еквімолярних пропорціях. 2A-пептиди синтезуються з ділянки 2A вірусного генома. Назви 2A-пептидів дані за тими вірусами, з яких вони були отримані. Так, F2A був отриманий з вірусу ящура.

## Види
У генетичній інженерії активно використовуються 2A-пептиди чотирьох видів: P2A, E2A, F2A і T2A. F2A отриманий з вірусу ящура 18; E2A отриманий з вірусу кінської нежиті A (англ. equine rhinitis A virus; Erbovirus A); P2A отриманий від тешовірусу-1 2A, а T2A отриманий від вірусу Thosea asigna (TaV) 2A.
До послідовності пептиду на N-кінці можна додати послідовність GSG (гліцин-серин-гліцин).
| Назва | Послідовність                |
| ----- | ---------------------------- |
| T2A   | (GSG) EGRGSLL TCGDVEENPGP    |
| P2A   | (GSG) ATNFSLLKQAGDVEENPGP    |
| E2A   | (GSG) QCTNYALLKLAGDVESNPGP   |
| F2A   | (GSG) VKQTLNFDLLKLAGDVESNPGP |

## Опис
Вирізання починається з розриву пептидного зв'язку між залишками проліну (P) і гліцину (G) на C-кінці 2A-пептиду. Подробиці механізму вирізання 2A-пептидів станом на 2015 рік усе ще невідомі. Існує припущення, що під час вирізання 2A-пептидів відбувається не справжнє протеолітичне розщеплення, а «проскакування» рибосоми, внаслідок якого пептидний зв'язок між залишками гліцину і проліну просто не утворюється.
Різні 2A-пептиди мають різну ефективність самовирізання. P2A вирізається найефективніше, а F2A — найменш ефективно. З цієї причини при використанні F2A-пептиду до половини розділених їм білків залишаються у вигляді химерного білка, що може призводити до непередбачуваних наслідків.
Функції 2A-пептидів у вірусів, що їх виробляють, погано вивчено. 2018 року було показано, що F2A є необхідним для правильної обробки білків і реплікації вірусу ящура.

## Застосування
2A-пептиди застосовуються в генетичній інженерії для розщеплення довгого поліпептиду на два пептиди. Їх застосовують у тих випадках, коли отримати білок, зшитий з двох різних поліпептидів, не вдається. Після самовирізання 2A-пептиду два нові пептиди укладаються і працюють незалежно. Якщо до будови, крім 2A-пептиду, що розділяє два гена, додати IRES, то уможливлюється отримання трьох різних білків з одного транскрипту. З використанням 2A-пептидів отримують поліцистронні вектори, які кодують декілька білків.
2A-пептиди були успішно застосовані для вирішення багатьох завдань, наприклад, отримання моноклональних антитіл. Розроблено спеціалізовані версії 2A-пептидів для ефективного синтезу потрібних білків у шовковичного шовкопряда. 2A-пептиди використовуються і при роботі з дріжджами. Їх також використовували для підвищення експресії гетерологічних генів у їстівного гриба опенька зимового, тому 2A-пептиди можуть використовуватися в генетичній інженерії грибів.